# 함수 행렬식
함수 행렬식(函數行列式, 영어: functional determinant)은 무한차원 내적공간(주로 함수 공간)에서의 선형 연산자의 행렬식이다. 유한차원에서의 행렬식은 간단하게 정의할 수 있지만, 무한차원에서는 이를 엄밀히 정의하기 힘들다. 그러나 양자론에서는 경로적분을 다루기 위하여 함수 공간에서의 임의의 미분 연산자의 행렬식을 (형식적으로나마) 취한다.

## 정의

### 가환수 함수 행렬식
물리학에서는 다음과 같은 정의를 쓴다.
유한 차원의 유클리드 공간에서는 (만약 좌변이 수렴한다면) 대칭행렬 {\displaystyle A}에 대하여 다음의 식이 성립한다.
{\displaystyle \int d^{n}\mathbf {x} \;\exp(-{\tfrac {1}{2}}\mathbf {x} ^{\mathsf {T}}\cdot A\mathbf {x} )={\frac {1}{\sqrt {\det(A/2\pi )}}}}
따라서 임의의 함수 공간에서도 (브라-켓 표기법을 쓰면) 유사하게 임의의 대칭 연산자 {\displaystyle A}에 대하여
{\displaystyle \int D\phi \;\exp(-{\tfrac {1}{2}}\langle \phi |A|\phi \rangle )={\frac {1}{\sqrt {\det(A/2\pi )}}}}
와 같이 정의한다.
또한, 다음 적분을 생각해 보자.
{\displaystyle \int d^{n}\mathbf {x} d^{n}\mathbf {y} \exp(2\pi \mathrm {i} \mathbf {x} ^{\mathsf {T}}\cdot A\mathbf {y} )=\int d^{n}\mathbf {x} \;\delta (A\mathbf {x} )=1/\det A.}
이에 따라 마찬가지로
{\displaystyle \int D\phi \;D\psi \;\exp(2\pi i\langle \phi |A|\psi \rangle )=1/\det A}
와 같이 정의한다.

### 반가환수 함수 행렬식
반가환수의 경우에는 함수 행렬식은 다음과 같이 정의할 수 있다.
두 반가환수 {\displaystyle \psi }, {\displaystyle \chi }를 생각하자. 이들은 편의상 실수라 하자. 그렇다면 다음 식을 생각해 볼 수 있다.
{\displaystyle \int d\psi d\chi \exp(\chi \psi )=\int d\psi d\chi (1+a\chi \psi )=\int d\psi a\psi =a}.
다차원으로 일반화하면, 임의의 대칭 연산자 {\displaystyle A}에 대하여
{\displaystyle \int d\psi d\chi \exp(\chi ^{\mathsf {T}}A\psi )=\det A},
브라-켓 표기법으로는
{\displaystyle \int D\psi D\chi \exp(\langle \chi |A|\psi \rangle )=\det A}
이 된다.
마찬가지로
{\displaystyle J={\begin{pmatrix}0&1\\-1&0\end{pmatrix}}}
이 주어지면,
{\displaystyle \int d^{2}\psi \exp \left({\frac {1}{2}}a\psi ^{\mathsf {T}}J\psi \right)=\int d\psi _{2}d\psi _{1}\;(1+a\psi _{1}\psi _{2})=a={\sqrt {\det(aJ)}}=\operatorname {Pf} (aJ)}.
여기서 {\displaystyle \operatorname {Pf} (aJ)}는 반대칭 행렬의 파피안이다.
따라서 임의의 반대칭 연산자 {\displaystyle A}에 대하여
{\displaystyle \int d^{2}\psi \exp(\psi ^{\mathsf {T}}A\psi )={\sqrt {\det A}}=\operatorname {Pf} A}
가 된다.
따라서 반가환수의 함수 행렬식은 가환수의 함수 행렬식의 역임을 알 수 있다. 즉, 일반적으로 함수 행렬식의 역을 취하려면 가환수 변수를 반가환수로 치환하면 된다.

### 제타 함수 조절을 통한 정의
함수 행렬식을 엄밀하게 정의하려면, 보통 제타 함수 조절을 사용한다. {\displaystyle D}가 미분 연산자라고 하고, 그 스펙트럼이 고윳값들 {\displaystyle \lambda _{i}}만으로 이루어진다고 하자. (즉 스펙트럼이 불연속적이다.) 이 경우, {\displaystyle s}가 충분히 작으면 보통 다음이 수렴한다.
{\displaystyle \zeta _{D}(s)=\sum _{i;\lambda _{i}\neq 0}\lambda _{i}^{-s}}.
이를 연산자 {\displaystyle D}의 제타 함수(zeta function)이라고 한다. 이 함수를 {\displaystyle s}가 수렴하지 않는 곳까지 해석적 연속하자. (이는 보통 리만 제타 함수들로 나타내어지게 된다.) 그렇다면
{\displaystyle \det D=\exp(-\zeta _{D}'(0))}
으로 정의할 수 있다. (제타 함수를 정의할 때, 유한한 행렬식을 얻기 위하여 보통 고윳값이 0인 모드를 제외한다.)
콤팩트 리만 다양체 위의 라플라스-벨트라미 연산자의 행렬식을 이와 같이 정의할 수 있다. 예를 들어, 3차원 구 {\displaystyle \mathbb {S} ^{3}}의 라플라스 연산자의 행렬식은
{\displaystyle \det \Delta =\pi \exp(\zeta (3)/\pi ^{2})}
이다.

## 같이 보기
- 위너 공간
- 파데예프-포포프 유령